# Sacramento Senators
Sacramento Senators is een voormalige Amerikaanse voetbalclub uit Sacramento, Californië. De club werd opgericht in 1989 en later dat seizoen weer opgeheven. De club speelde één seizoen in de Western Soccer Alliance. Hierin werden geen aansprekende resultaten behaald.